# Gabriël de la Coste
Gabriël de la Coste (Brugge, 14 augustus 1503 - 19 september 1581) was korte tijd burgemeester van de schepenen van Brugge.

## Levensloop
Gabriël de la Coste was de zevende van de elf kinderen van Andreas de la Coste en Agnès Adornes. Agnès was de laatste naamdrager Adornes en door haar grootvader werd geregeld dat haar tweede zoon, Jan de la Coste, (de oudste zoon Arnould werd priester) de familienaam Adornes zou aannemen, en aldus de opvolging te nemen in deze voorname familie.
Gabriël werd kapitein bij de Burgerwacht en werd 'redenaar' van het Proosse. Hij werd ook lid van de Sint-Jorisgilde.
Hij bleef vrijgezel en werd na zijn dood bijgezet in de Jeruzalemkerk (Brugge).

## Stadsbestuurder
Gabriël doorliep gedurende meer dan dertig jaar een loopbaan ais stadsbestuurder. Hij bekleedde eerder bescheiden functies als hoofdman, raadslid of schepen. In augustus 1575 werd hij voor een paar maanden burgemeester van de schepenen, in opvolging van de overleden burgemeester Jehan de Baenst. Hij werd echter al op 2 december opgevolgd door de nieuw verkozen
burgemeester Joris van Themseke. Hij vervulde de volgende ambten:
- 1540-1541: raadslid;
- 1542-1543: raadslid;
- 1544-1544: schepen;
- 1547-1548: raadslid;
- 1548-1549: schepen;
- 1550-1551: schepen;
- 1552-1553: raadslid;
- 1553-1554: hoofdman;
- 1555-1556: raadslid;
- 1557-1558: raadslid;
- 1558-1559: schepen;
- 1560: hoofdman van 10 juli 1560 tot 2 september 1760 in opvolging van de op 8 juli overleden hoofdman Daniel de Schietere;
- 1560-1561: schepen;
- 1561-1561: raadslid;
- 1564-1564: raadslid;
- 1566-1566: schepen;
- 1568-1568: schepen;
- 1571-1571: raadslid;
- 1574: eerste schepen en van 12 augustus tot 2 december 1575 burgemeester van de schepenen.

## Bron
- Stadsarchief Brugge, Lijst van de wetsvernieuwingen.